# Ilja Wladimirowitsch Korobow
Ilja Wladimirowitsch Korobow (russisch Илья Владимирович Коробов; * 27. Juli 1993) ist ein russischer Naturbahnrodler. Er startet im Doppelsitzer und nahm in der Saison 2010/2011 erstmals an Weltcuprennen und an einer Weltmeisterschaft teil.

## Karriere
Ilja Korobow hatte seinen ersten internationalen Einsatz bei der Junioreneuropameisterschaft 2009 in Longiarü, bei der er mit Stanislaw Kowschik den fünften Platz im Doppelsitzer erzielte. Nachdem er im nächsten Winter an keinen internationalen Wettkämpfen teilgenommen hatte, ist Korobow seit der Saison 2010/2011 mit Pawel Silin im Doppelsitzer im Weltcup am Start. Silin hatte in den letzten zwei Jahren schon mit Iwan Rodin an sechs Weltcuprennen teilgenommen. Ilja Korobow und Pawel Silin bestritten in der Saison 2010/2011 zwei Weltcuprennen in Gsies und Kindberg, kamen aber nur in Gsies als 13. und Letzte ins Ziel. Anschließend nahmen sie an der Weltmeisterschaft 2011 in Umhausen, wo sie als Vorletzte den zehnten Platz belegten, und an der Junioreneuropameisterschaft 2011 in Laas teil, wo sie unter sieben gewerteten Doppelsitzern den vierten Platz erzielten. In der Saison 2011/2012 nahm Korobow an keinen internationalen Wettkämpfen teil.

## Erfolge

### Weltmeisterschaften
- Umhausen 2011: 10. Doppelsitzer (mit Pawel Silin)

### Junioreneuropameisterschaften
- Longiarü 2009: 5. Doppelsitzer (mit Stanislaw Kowschik)
- Laas 2011: 4. Doppelsitzer (mit Pawel Silin)

### Weltcup
- 1 Top-15-Platzierung in Weltcuprennen